# ジャン＝ポール・コシュ
ジャン＝ポール・コシュ（Jean-Paul Coche　1947年7月25日- ）は、フランスのニース出身の柔道選手。階級は中量級。身長174cm。

## 人物
1969年の世界選手権では中量級で5位だった。その後、1972年のヨーロッパ選手権で優勝すると、1972年ミュンヘンオリンピックでは準決勝で韓国の呉勝立に敗れたものの銅メダルを獲得した。1974年のフランス国際では優勝を飾った。1975年の世界選手権では3位となった。1976年のヨーロッパ選手権では2度目の優勝を果たすが、モントリオールオリンピックでは2回戦で敗れた。
2008年にはレジオンドヌール勲章（芸術文化勲章）を授与されてシュヴァリエ（騎士）の称号を得ることになった

## 主な戦績
(階級表記のない大会は全て重量級での成績)
- 1966年 - ヨーロッパジュニア　3位
- 1967年 - ドイツ国際　3位
- 1968年 - ヨーロッパジュニア　2位
- 1969年 - 世界選手権　5位
- 1972年 - ヨーロッパ選手権　優勝
- 1972年 - ミュンヘンオリンピック　3位
- 1973年 - フランス国際　3位
- 1974年 - フランス国際　優勝
- 1974年 - ヨーロッパ選手権　優勝
- 1974年 - オーストリア国際　優勝
- 1975年 - 世界選手権　3位
- 1976年 - フランス国際　2位
- 1976年 - ヨーロッパ選手権　優勝